# Afrotyphlops gierrai
Afrotyphlops gierrai là một loài rắn trong họ Typhlopidae. Loài này được Mocquard mô tả khoa học đầu tiên năm 1897.